# 一般四元数群
数学において、一般四元数群（いっぱんしげんすうぐん、英: generalized quaternion group）とは、四元数群
{\displaystyle Q_{8}=\{\pm 1,\pm i,\pm j,\pm k\}}
を一般化した有限群のこと。これは
{\displaystyle Q_{4m}=\langle \,a,b\mid a^{2m}=1,\ b^{2}=a^{m},\ b^{-1}ab=a^{-1}\,\rangle \qquad (m>1)}
という表示で定義される、位数 4m で、位数が 2 である部分群（{\displaystyle Z(Q_{4m})=\langle a^{m}\rangle }）を唯一つ持つ群である。（2群の場合しか考えないこともある。この場合、位数 2n の一般四元数群を Qn と書く流儀もあり、注意が必要である。）群の生成元を
{\displaystyle a\mapsto {\begin{bmatrix}e^{\pi i/m}&0\\0&e^{-\pi i/m}\end{bmatrix}},\quad b\mapsto {\begin{bmatrix}0&1\\-1&0\end{bmatrix}}}
のように対応させることで、忠実な行列表現を得ることができる。

## 四元数群
四元数群（しげんすうぐん、英: quaternion group）は
{\displaystyle Q_{8}=\langle \,i,j,k\mid i^{2}=j^{2}=k^{2}=ijk\,\rangle }
という表示で定義される。これは位数 8 の非可換群で、すべての真部分群は巡回的である。元 ijk ∈ Q8 は唯一つの対合で中心的であり、 −1 と書かれることも多い。これらの記号はハミルトンの四元数環の生成系に由来する。群の生成元を
{\displaystyle i\mapsto {\begin{bmatrix}{\sqrt {-1}}&0\\0&-{\sqrt {-1}}\end{bmatrix}},\quad j\mapsto {\begin{bmatrix}0&1\\-1&0\end{bmatrix}},\quad k\mapsto {\begin{bmatrix}0&{\sqrt {-1}}\\{\sqrt {-1}}&0\end{bmatrix}}}
のように対応させることで、忠実な行列表現を得ることができる。四元数群はハミルトン群、つまり、すべての部分群が正規部分群であるような非可換群の最小位数の例である。また自己同型群 Aut(Q8) は4次の対称群 S4 と同型である。

## ブラウアー・鈴木の定理
有限群 G の持つシロー 2 部分群が一般四元数群と同型ならば最大の奇数位数正規部部分群 O(G) による商 G/O(G) の中心は位数 2 である。特に、このような有限群 G は決して単純群でない。